# روك (إيران)
روك (بالفارسية: روک) (بالإنجليزية: Ruk)‏، قرية في قسم درزوسابيان الريفي، الناحية المركزية، مقاطعة لارستان، محافظة فارس، إيران. سُجلت في إحصاء عام 2006 ميلادية ولم تسجل أي معلومات عن عدد سكانها.